# سولیتجلما
سولیتجلما (نروژی: Sulitjelma) شرکت معدن نروژی است، که در سال ۱۸۹۱ تأسیس شد.